# Děkanát Ujazd Śląski
Děkanát Ujazd Śląski je jedním z 36 děkanátů římskokatolické Diecéze opolské.
Děkanát zahrnuje osm farností
- farnost Narození Panny Marie – Centawa
- farnost sv. Valentina – Chechło
- farnost Nanebevznesení Panny Marie – Jaryszów
- farnost sv. Alžběty Uherské – Klucz
- farnost sv. Michaela archanděla – Kotulin
- farnost sv. Stanislava biskupa a mučedníka – Płużnica Wielka
- farnost sv. Michaela archanděla – Rudziniec
- farnost sv.Ondřeje apoštola – Ujazd Śląski

Archipresbiterát (obdoba děkanátu v dřívější diecézi vratislavské) v Ujazdu byl jedním z dvanácti, na které se ve středověku dělil archidiakonát opolský diecéze vratislavské.